# Dopoguerra (album)
Dopoguerra è il secondo album del gruppo alternative rock italiano Klimt 1918 pubblicato nel 2005.

## Il disco
L'album è stato masterizzato da Mika Jussila dei Finnvox Studios, Helsinki, i testi e le musiche sono tutte opera del cantante e chitarrista Marco Soellner, tranne per quanto riguarda la canzone "Sleepwalk in Rome", le tastiere di "_", "Snow of '85", "Nightdriver" e "Because of You, Tonight" sono di Francesco Sosto.
Ne è stata pubblicata anche una versione deluxe contenente un secondo cd con 6 tracce bonus.

## Tracce
1. _ - 1:17
2. They Were Wed by the Sea - 4:36
3. Snow of '85 - 4:38
4. Rachel - 4:57
5. Nightdriver - 5:55
6. Because of You, Tonight - 3:57
7. Dopoguerra - 3:39
8. La Tregua - 3:29
9. Lomo - 3:48
10. Sleepwalk in Rome - 5:30

### Tracce bonus
1. They Were Wed by the Sea (Rarefied)
2. Never Ever
3. Yanqui Girl in Rafah (Rachel Acoustic Version)
4. Cry a Little
5. Driving at the End of the Night
6. Sleepwalk in Rome (Remix)

## Formazione
- Marco Soellner - voce, chitarra
- Alessandro Pace - chitarra
- Davide Pesola - basso
- Paolo Soellner - batteria